# Isabelle A
Isabelle Adam, connue sous le nom de scène Isabelle A, née à Gand le 25 mai 1975, est une chanteuse flamande.

## Biographie
Isabelle A est une idole pour les adolescents néerlandophones de la fin des années 1980 et du début des années 1990 grâce à des succès tels que Hé, Lekker Beest, Blank of Zwart et Hemels.